# ایگور دلگاچف
ایگور دلگاچف یک ریاضی‌دان روسی-آمریکایی و متولد سال ۱۹۴۴ میلادی است. زمینهٔ کاری وی هندسهٔ جبری می‌باشد. دلگاچف دکترایش را از دانشگاه دولتی مسکو در سال ۱۹۷۰ تحت استاد راهنمایی ایگور شافاروویچ دریافت کرد. وی از سال ۱۹۷۸ در دانشگاه میشیگان شروع به کار کرد. در سال ۲۰۰۴ میلادی در سئول به افتخار ۶۰ سالگی دلگاچف به میزبانی کرهٔ جنوبی و ژاپن همایشی در هندسهٔ جبری برگزار شد.